# John Lee (Politiker, 1927)
John Michael Hubert Lee (* 13. August 1927; † 14. April 2020) war ein britischer Rechtsanwalt und Politiker der Labour Party, der mit Unterbrechungen neun Jahre lang Abgeordneter des House of Commons war.

## Leben
Lee absolvierte nach dem Besuch der Reading School ein Studium der Rechtswissenschaften am Christ’s College der University of Cambridge. Im Anschluss war er zwischen 1951 und 1958 Mitarbeiter des Kolonialministeriums (Colonial Office) in der Kolonie Goldküste, ehe er nach seiner Rückkehr und seiner anwaltlichen Zulassung 1958 eine Tätigkeit als Barrister aufnahm.
Bei den Unterhauswahlen vom 15. Oktober 1964 kandidierte Lee für die Labour Party erstmals für ein Unterhausmandat im Wahlkreis Reading, unterlag aber dem Wahlkreisinhaber von der Conservative Party, Peter Emery. Bei den darauf folgenden Wahlen vom 31. März 1966 gelang es ihm dann Emery zu besiegen, ehe er selbst wiederum bei den Unterhauswahlen vom 18. Juni 1970 von seinem Gegenkandidaten von den konservativen Tories, Gerard Folliott Vaughan, geschlagen wurde.
Lee kandidierte bei den Unterhauswahlen vom 28. Februar 1974 erneut für ein Abgeordnetenmandat im House of Commons, und zwar diesmal im Wahlkreis Birmingham Handsworth. Hier gelang es ihm den amtierenden Abgeordneten der Conservative Party, Sidney Brookes Chapman, mit einer Mehrheit mit 1623 Stimmen zu schlagen. Während auf ihn 14.290 Stimmen (43,5 Prozent) entfielen, bekam Chapman 12.667 Wählerstimmen (38,6 Prozent). Bei den bereits am 10. Oktober 1974 stattgefundenen nächsten Wahlen kandidierte Lee erneut und konnte seinen Stimmenvorsprung auf 3896 Stimmen ausbauen. Diesmal erhielt er 15.011 Stimmen (49,4 Prozent), während auf seinen jetzigen Gegner von der Conservative Party, R. Tyler, nur noch 11.115 Stimmen (37 Prozent) entfielen.
Bei den Unterhauswahlen vom 3. Mai 1979 verzichtete Lee auf eine erneute Kandidatur; er wurde im Wahlkreis Birmingham Handsworth von seiner Parteifreundin Sheila Wright abgelöst.